# Uchiha-klanen
Uchiha er familienavnet på en højrespekteret fiktiv ninja-klan i anime- og manga-serien Naruto skabt af Masashi Kishimoto. Uchiha-klanen, der er den mest kendte og stærkeste af alle klaner har sin oprindelse i Ildlandet, nærmere betegnet i Løvbyen, "Konoha".

## Historie
I serien stifter vi hurtigt bekendtskab med en af klanens unge, talentfulde ninja-lærlinger Sasuke Uchiha, som er en af de to sidste overlevende efter en tragedie forårsaget af en af klanens egne. Sasuke Uchiha's bror Itachi Uchiha var dén, som bragte tragedien over klanen og næsten udryddede den. Itachi havde været klanens store håb idét han i en meget ung alder opnåede mere end nogen anden før i klanen, grundet hans store naturtalent. Han blev altid set som ønskebarnet og blev forgudet af sine forældre. Men Itachi's onde side tog over og for at bevise overfor sig selv, at han kunne bryde alle menneskelige bånd med klanen, valgte han at myrde samtlige medlemmer, med undtagelse af hans lillebror Sasuke, som altid havde stået i hans skygge og hungret efter at være den bedste. Inden Itachi stak af fra Konoha bad han hans bror hævne familien, hvis han nogensinde ville være lige så god som ham. Ydermere afslørede han en hemmelighed, hvorved Sasuke ville være i stand til at aktivere sin Sharingan's sande potentiale.

## Udseende
Traditionelt har de et klanlogo på ryggen, som består af en noget der minder om en slikkepind hvor øverste del er hvidt og nederste del er rødt. Dette logo er oftest at finde på bagsiden af deres højhalsede trøjer, men kan også ses på Konoha's politistation, for at markere, at det Uchiha-klanen var grundlæggerne af denne. Klanens medlemmer er oftest mørkhårede, som indikerer endnu en nedarvet ting i Uchiha-klanen udover Sharingan'en.

## Egenskaber og traditioner
Uchiha-klanens største styrke er deres Kekkei Genkai (血継限界, Kekkei Genkai oversat: "Blodlinie Grænse" altså en blodlinie-nedarvet egenskab) Sharingan (写輪眼, Sharingan oversat: "Kopiering Hjuls Øjet"). Med denne er man i stand til at gentage/kopiere samt huske enhver ninjutsu (ninja-kampteknikker) og taijutsu (ninja-kampteknik oftest uden våben) så snart man har set dem én gang med aktiveret Sharingan. Sharingan'en menes at være nedarvet fra Hyuga-klanens Byakugan. Begge Kekkei Genkai'er sidder i øjnene, men der er dog visse foreskelle: Hvor Byakungan'en kan bruges fra børnene bliver født er Sharingan'en noget, som brugeren skal have fremprovokeret. Dette sker som regel når brugeren befinder sig i en livstruende situation, hvor de med Sharingan'ens hjælp vil kunne overleve. Efter Sharingan'en har vist sig første gang, er brugeren i stand til at fremkalde den når som helst de ønsker det. Desuden kan evnen overføres ved øjentransplantationer, som i Kakashi Hatake's tilfælde, hvor han modtog den døende Obito Uchiha's ene Sharingan-øje, da han havde mistet sit eget i kampen. Dog virker Sharingan-øjet ikke så godt hos folk, som ikke har Uchiha-blod i årerne, hvilket også har medført at Kakashi's Sharingan altid er aktiv og det kræver utroligt meget af ham at bruge det.
En af de vigtigste egenskaber en Sharingan-bruger besidder er, som tidligere nævnt, evnen til at kunne kopiere en hvilken som helst ninjutsu og bruge den som sin egen og tilmed lagre den i hukommelsen så længe brugeren lever. Dog kræver det en vis form for dygtighed at kunne kopiere alle teknikker, da man selv skal være i stand til at udføre teknikkerne for at kunne bruge dem ordentligt.
En anden af Sharingan'ens egenskaber er evnen til at opfange en hurtigt bevægende modstander, altså en klarere opfattelse af tingene. Dog kræver dette også en moderat dygtighed og en fuldt udviklet Sharingan vil derfor være i stand til at opfatte selv den hurtigste modstanders bevægelse, men dette er selvfølgelig ikke ensbetydende med, at brugeren er i stand til at reagere på dette. Denne egenskab kan tilmed også se igennem genjutsu (illusions-teknikker) samt spore Chakra (livskraft), dog ikke på højde med Hyuga-klanens Byakungan. Evnen giver ydermere brugeren en stor inituativ insigt i at forudsige modstanderes træk m.v.
Den sidste af Sharingan'ens kræfter er en illusions/hypnose-teknik, lidt a la genjutsu, bare kraftigere. Brugeren kan i denne tilstand påvirke offerets tanker og opfattelser af virkeligheden, samt forudse hans træk, hvilket gør at brugeren virker som en, der kan se ind i fremtiden.
Der er endnu en udvidelse af Sharingan øjet kaldet Mangekyo Sharingan (万華鏡写輪眼, Mangekyō Sharingan, oversat: "Kalejdoskop-Kopiering Hjuls Øjet"), som er en af Uchiha-klanens største hemmeligheder. Nøglen til denne hemmelighed gemmes i Nakano Skrinets Tempel, som er et hemmeligt rum, som regel kun kendt af Uchiha-klanens højeste medlemmer. Mangekyo Sharingan blev første gang brugt af Madara Uchiha til at få kontrol over Den Nihalede Rævedæmon. Denne form for Sharingan er forskellig fra hver bruger, men uanset hvem der benytter den, er konsekvenserne alvorlige. Jo hyppigere den bliver brugt, jo værre bliver brugerens syn og dette resulterer i sidste ende i blindhed. Første gang Mangekyo Sharingan bliver nævnt i Naruto-serien er det af Itachi, som fortæller sin bror, at for at opnå den, skal man dræbe sin bedste ven. Dog er der en alternativ måde at opnå denne, men der hersker megen mystik omkring dette.
Udover Sharingan'en har Uchiha-klanens medlemmer oftest ild-baseret Chakra, hvilket gør, at en af manddomsprøverne i klanen er baseret på brugen af ild. F.eks. Sasuke Uchiha's Katon Goukakyuu no Jutsu (Ild Kugle-teknik).